# Tomislav Knez
Tomislav Knez, hrvatski je nogometaš, osvajač zlatne medalje na Olimpijskim igrama u Rimu 1960. godine.